# Pascal Simon
Pascal Simon (Mesnil-Saint-Loup, Aube, 27 de setembre de 1956) va ser un ciclista, que fou professional entre 1979 i 1991, durant els quals aconseguí 17 victòries.
Com a ciclista amateur va guanyar el Campionat de França júnior el 1974 i el Campionat militar de ciclocross el 1978.
És germà dels també ciclistes Régis, François i Jérôme.
Els seus millors resultats els aconseguí al Tour de França, on guanyà una etapa el 1982 i portà el mallot groc durant 7 etapes el 1983.

## Palmarès
- 1979
  - 1r a la Ronde de Montauroux
- 1980
  - 1r al Tour du Haut-Var
- 1981
  - 1r al Tour de l'Avenir i vencedor de 2 etapes
- 1982
  - Vencedor d'una etapa del Tour de França
  - Vencedor de 2 etapes de la Clásico RCN
- 1983
  - 1r als Boucles de Sospel
  - Vencedor d'una etapa de la Dauphiné Libéré
- 1984
  - 1r al Tour de Midi-Pyrénées i vencedor d'una etapa
  - 1r al Premi de Joigny
- 1986
  - 1r al Tour du Haut-Var
- 1987
  - 1r al Tour du Vaucluse
- 1988
  - 1r a la Châteauroux-Limoges
- 1991
  - Vencedor d'una etapa del Tour del Llemosí

### Resultats al Tour de França
- 1980. 28è de la classificació general
- 1982. 20è de la classificació general. Vencedor d'una etapa
- 1983. Abandona (17a etapa). Porta el mallot groc durant 7 etapes
- 1984. 7è de la classificació general
- 1985. 20è de la classificació general
- 1986. 13è de la classificació general
- 1987. 53è de la classificació general
- 1988. 17è de la classificació general
- 1989. 13è de la classificació general
- 1990. 35è de la classificació general
- 1991. 57è de la classificació general

### Resultats a la Volta a Espanya
- 1985. 14è de la classificació general

### Resultats al Giro d'Itàlia
- 1990. 73è de la classificació general